# Heliophanus aviculus
Heliophanus aviculus är en spindelart som beskrevs av Berland, Millot 1941. Heliophanus aviculus ingår i släktet Heliophanus och familjen hoppspindlar. Inga underarter finns listade i Catalogue of Life.